# Taxinge-Näsby slott
Taxinge-Näsby är ett gods och tidigare säteri i Taxinge socken i Nykvarns kommun, Stockholms län. Den slottsliknande huvudbyggnaden ligger på en udde i Gripsholmsviken, cirka en kilometers gångavstånd från järnvägsstationen Taxinge-Näsby. 
Nuvarande huvudbyggnad uppfördes för bergsrådet Anders von Wahrendorff mellan åren 1807 och 1813 efter ritningar av arkitekt Carl Christoffer Gjörwell; de båda flyglarna är från 1700-talet. Den vidsträckta parken med växthus och flera lusthus, bland annat en kinesisk paviljong och en turkisk kiosk, skapades huvudsakligen under Wahrendorffs tid. 
Slottet och parken tillhör sedan 1999 Nykvarns kommun och drivs av en privat företagare som fest- och konferensanläggning med servering och café. Jordbruket ägs av Uppsala Akademiförvaltning och arrenderas ut.

## Namnet
Namnet Taxinge (1280 Thaxunge) innehåller i efterleden inge (unge). Förleden kan vara naturnamnet Thaxnäs bildat från fornsvenska thax för grävling. Kanske har det under yngre järnåldern funnits mycket gott om grävlingar i trakten och de boende kallades ”taxungar” vars socken kom att döpas till Taxinge socken. Näsby härrör troligen från vikingatiden och betyder "byn på halvön (näset)". 

## Historik

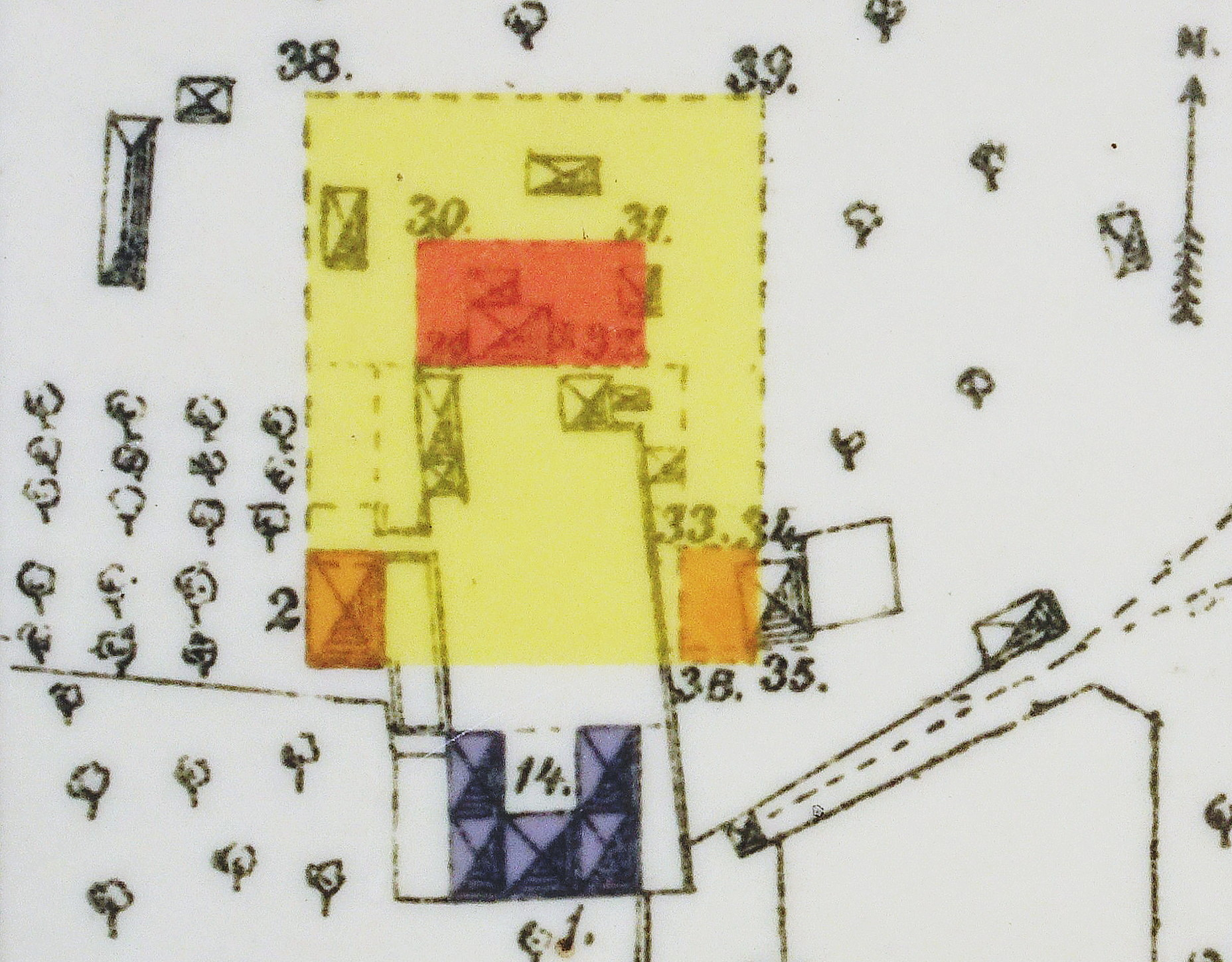
1700-talskarta visande von Westphals corps de logi (nr 14) med nuvarande bebyggelse (röd och orange) inlagd.

Näsby finns omskrivet så tidigt som 1281. Då stadfäste kung Magnus Ladulås att hans bror, hertig Erik, donerat jord till domkyrkan i Strängnäs. År 1481 kom den att höra till Gripsholm, som då ägdes av Sten Sture den äldre, och var sedan under lång tid klostergods senare kronogods ägt av Gustav Vasa. Sedermera hörde egendomen till änkedrottningen Hedvig Eleonoras livgeding. 
Under hennes tid förvärvades godset 1681 av Johan von Westphal. Han var änkedrottningen Hedvig Eleonoras hovbokhållare sedan 1665 och kamrerare i hennes livgeding 1671. Han adlades von Westphal i mars 1683. Egendomen byttes av honom till frälse 1685. Under Johan von Westphals tid förvärvades kringliggande gårdar för att göra det möjligt att anlägga ett säteri. 
Fram till dess hade Näsby varit en vanlig frälseby. Von Westphal lät uppföra en envånings timmerbyggnad med högt valmat tak som sin säteribyggnad. På Grundritning af Näsby säteris åbyggnad upprättad av Andres Forssman 1760 framgår von Westphals corps del logi (nr 14) och övriga byggnader. Enligt kartan låg byggnaden mitt på dagens huvuduppfart omedelbart söder om flyglarna.
På von Westphals initiativ byggdes även föregångaren till dagens Taxinge kyrka där han även fann sin sista vila. Efter hans död 1710 gick Näsby till änkan friherrinnan Brita Magdalena Fleetwood (död 1755). År 1755 köptes Näsby av Gustaf Kierman och innehades sedan av hans måg, general Johan Didrik Duwall. 

### Godset under Wahrendorff

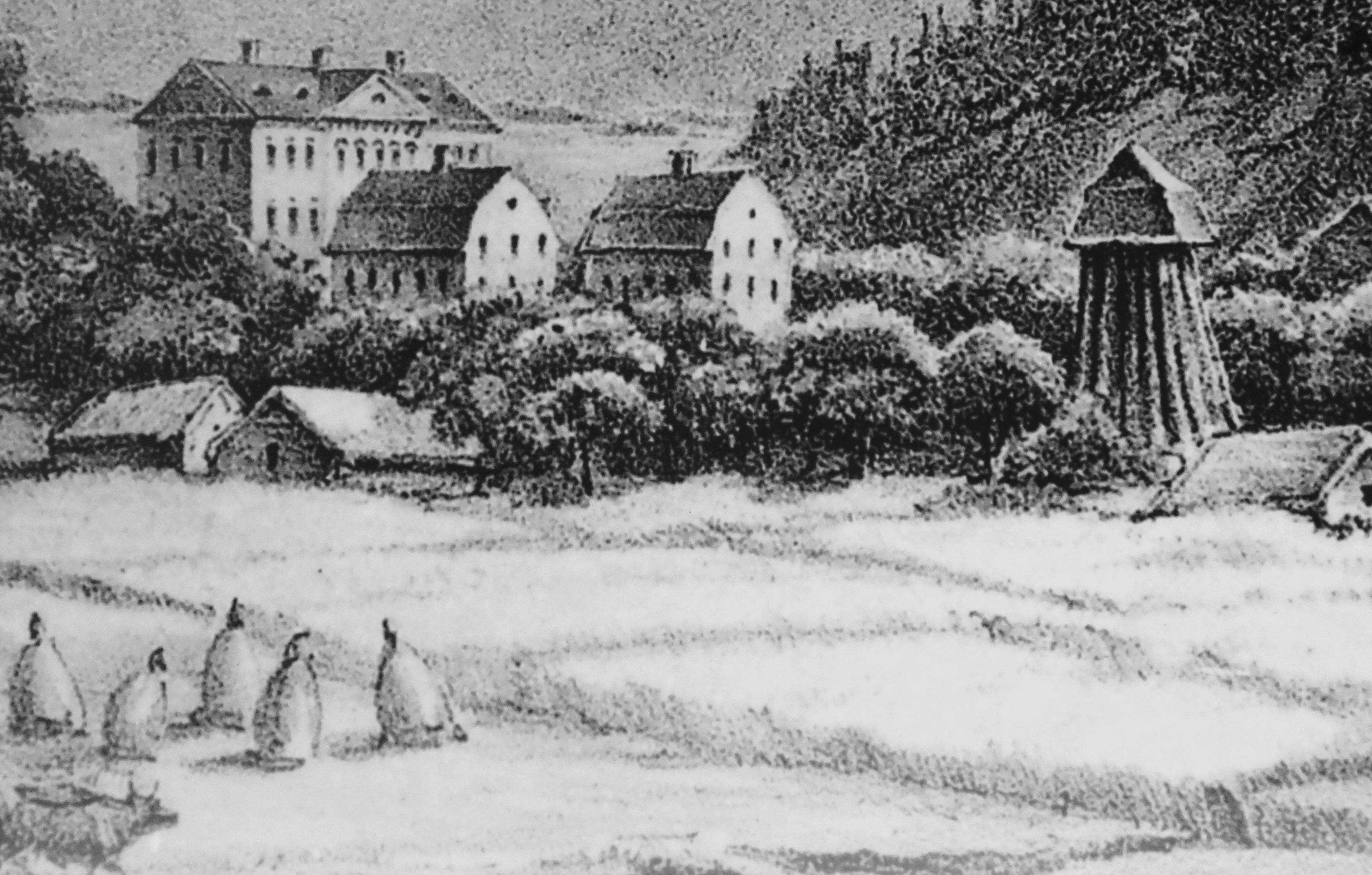
Huvudbebyggelsen, 1800-talets början. I förgrunden syns Taxinge kyrkas klockstapel.

År 1795 förvärvades egendomen av den från Tyskland härstammande släkten Wahrendorff med affärsmannen Joachim Daniel Wahrendorff i spetsen. Han ägde bland annat Åkers styckebruk och var en förmögen man. Han tillhörde Skeppsbroadeln och bodde med sin familj i sitt handelshus Wahrendorff et Co på Skeppsbron 34 i Stockholm alternativt på Åkers styckebruk. Han avled 1803 och den äldste sonen Anders tog över både Taxinge-Näsby, Åkers och faderns övriga omfattande tillgångar. Denne adlades 1805 von Wahrendorff och tillbringade en stor del av somrarna på Näsby vars nuvarande huvudbyggnad uppfördes på hans initiativ. Anders von Wahrendorff avled 1848 på sitt sommarvistelse Taxinge-Näsby och fann sin sista vila på Taxinge kyrkas kyrkogård.
Anders von Wahrendorffs svåger, brukspatronen Martin Holterman på Forsby i Österåker socken och direktör vid Svenska ostindiska kompaniet, testamenterade 1826 alla sina samlade konstföremål, den så kallade "Holtermanska konstsamlingen", till Näsby. Senare donerade Martin von Wahrendorff den till Nationalmuseum i Stockholm.
Godset ägdes därefter av sonen, hovmarskalken Martin von Wahrendorff, vilken 1861 avled barnlös, varför Näsby och övriga egendomar gick till fostersonen överintendenten Martin Ludvig Berg (1818–1881) och hans tekniska biträde bergsrådet Salomon von Stockenström som bland annat förändrade Åkers produktion från kanoner till valsar.

### Godset under Posse

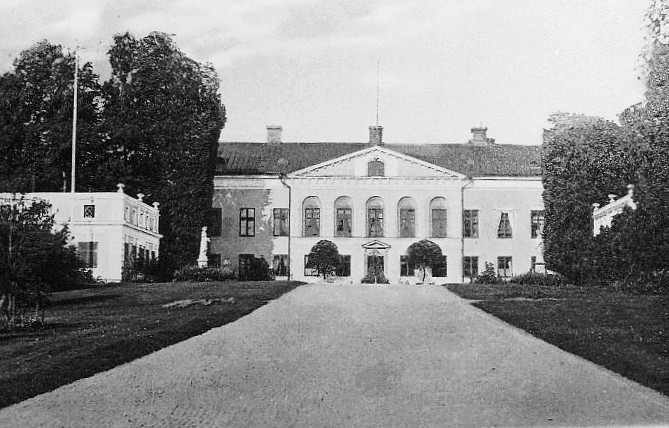
Huvudbyggnaden omkring 1910.

Ebba Augusta Hägerflycht (1843–1911), förut gift först med Berg, ärvde Taxinge-Näsby 1881. Sedan gifte hon om sig med greven Arvid Posse, Sveriges statsminister 1880–1883. Han tog aktiv del i gårdens skötsel och utökade egendomen genom köp av många närliggande gårdar. Makarna Posse förbättrade mjölkhygienen genom mjölkningsmaskiner, tillämpade förbättrade odlingsmetoder och genomförde elektrifiering. Godset blev nu det tredje största i Södermanland med en areal om knappt 6 000 hektar, därav cirka 1 400 hektar åkermark. Gården hade drygt 100 mjölkkor och mjölken såldes huvudsakligen till Stockholm dit den transporterades med den nyöppnade järnvägen. För husbehov inrättades ett eget mejeri.
Gården hade även en fjäderfäverksamhet med omkring 250 höns, ankor, gäss och kalkoner. Väster om stallbacken (vid dagens parkeringsplats) hade gården sina fruktträd med cirka 1 000 plantor. Sydost om huvudbyggnaden låg orangeriet med sydländska frukter och vinterförvaring för parkens exotiska växter. På platsen för orangeriet ligger idag den italienska trädgården. Söder om den kinesiska pagoden låg tre stora, uppvärmda växthus där man odlade grönsaker, persikor, druvor och blommor. Till gårdens säljbara produkter hörde också jordgubbar, sparris och kronärtskockor.
År 1895 lät Posse även uppföra Taxinge-Näsby station i Taxinge vilken ritades av sonen, järnvägsingenjören Fredrik Arvidsson Posse. Stationen och "omvägen" via Taxinge bekostades av Posse och överlämnades sedan som gåva till privatägda Norra Södermanlands Järnvägs AB. Bolaget skulle anlägga och driva en järnvägslinje från Saltskog station i Södertälje till Eskilstuna, och Posse var en av deras huvudägare. 
År 1904 gifte sig Ebba Augusta för tredje gången, nu med sin ungdomskärlek den engelske diplomaten Audley Gosling. Lady Gosling drev sedan godset på ett professionellt sätt med hjälp av kunniga medarbetare. Hon såg till att de anställda fick bra bostäder ("Långa Raden" i Taxinge). Hon grundade även en skola vid Näsby och ett ålderdomshem i Åker. I Taxinge kyrka hedras hon med en minnestavla med inskription: "Till minnet av Ebba Augusta Hägerflycht född 25:8.1843, död 16:7.1911. Den sista av sin ätt. Tacksamma arvingar uppsatte denna minnestavla 1921."
Nästa ägare var en avlägsen släkting, löjtnanten greve Knut Arvid Posse (1886–1947), vars farfar var kusin till Arvid Posse. Han satsade stort på trädgårdsodling, lät bygga en såg och bostäder på "Åsen" (kullen norr om järnvägsstationen) samt kallade sig sedermera Knut Hägerflycht Posse. Han klarade dock inte ekonomin och fick avträda egendomen 1923 till sin kreditgivare, Svenska Handelsbanken.

### Slottet i nyare tid

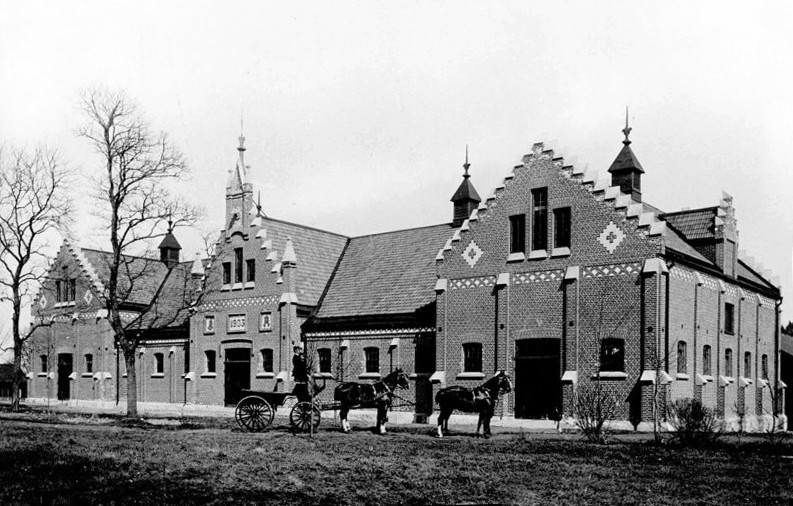
Stallet på 1930-talet.

Åren 1923 till 1928 tog Handelsbanken över godset och sålde nästan all mark och underlydane gårdar och torp. 1928 förvärvades det starkt nedbantade godset av direktör Ernst Sjögren (1885–1969). Han drev jordbruket och hade ett stuteri, vilket gjorde Näsby väl känt inom hästavelskretsar. Sjögren satsade på galopphästar; Taxinge 1 och Taxinge 2 är välkända hästnamn. Fuxhingsten Taxinge 2 blev 1931 Sveriges mest vinstgivande häst och hemförde 1934 det "Blå Bandet" på Jägersro. Det stora stallet, en med trappgavlar prydd, röd tegelbyggnad sydost om huvudbygganden, uppfördes på 1930-talet under Sjögrens tid för hans hästverksamhet. Byggnaden nyttjas idag för utställningar. 
Vid Sjögrens död 1969 köpte Södertälje kommun egendomen i syfte att säkra kommunens framtida markbehov. 1982 övertogs godsets jordbruk med tillhörande byggnader av Uppsala Akademiförvaltning som förvaltar kapital vilket donerats av personer som vill stödja verksamheten vid Uppsala universitet. Huvudbyggnaden, flyglar, parken och några statarbostäder behölls av kommunen. Sedan kommundelningen 1999 ägs Södertäljes del av Nykvarns kommun. 
Taxinge-Näsbys huvudbebyggelse arrenderas av företaget Taxinge slott som bedriver konferens- och festverksamhet samt en välkänd caférörelse under namnat Kakslottet. Jordbruksmarken arrenderas av företaget Taxinge gods. Gården har en travträningsanläggning med plats för 100 hästar, det finns en träningsoval på 1 600 meter och en slinga i skogen om sex km. Lantbruket omfattar ungefär 500 hektar med inriktning utsädesproduktion av spannmål, fröodling och vall.

## Huvudbyggnaden

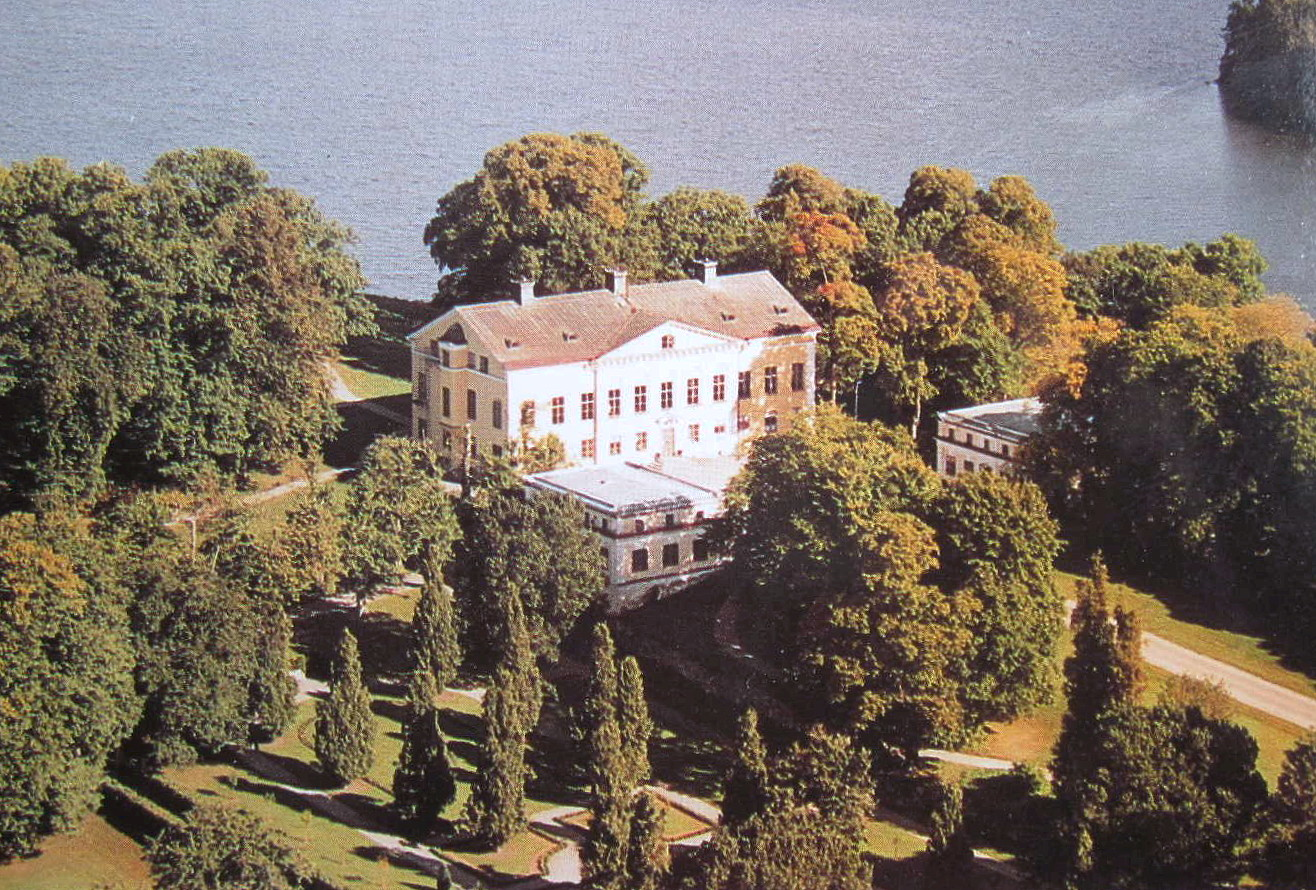
Slottet på ett äldre vykort, 1950-tal.

Om den ursprungliga bebyggelsen är inte mycket känd. På en karta från 1760 framgår bland annat ett hus med flyglar som kallas ”gamla corps de logi”. Det är utan tvivel Johan von Westphals säteribyggnad. Johan Didrik Duwall hade förmodligen planer på att låta uppföra en helt ny huvudbebyggelse men under hans tid på 1770-talet tillkom bara de båda flyglarna av timmer. På äldre illustrationer framgår att de hade höga brutna sadeltak. Sitt nuvarande utseende med flacka takfall fick de under Martin Bergs tid på 1860-talet. I den östra flyglarna ligger idag Taxinge Slottsbod med presentbutik och glasscafé och den västra inhyser Taxinge Keramik och ett galleri. 
Nuvarande corps de logi uppfördes mellan åren 1807 och 1813 och bildar den norra avslutningen av en drygt 450 meter lång centralaxel. Den tar sin början i söder vid den kinesiska pagoden och fortsätter ytterligare cirka 110 meter norr om slottet där den slutar i den turkiska vattenkiosken. Byggherren var bergsrådet Anders von Wahrendorff som anlitade den för tiden välkände arkitekten Carl Christoffer Gjörwell att gestalta byggnaden. Gjörwell ritade ett påkostat stenhus i två våningar med en något lägre vindsvåning och en längd av nio fönsteraxlar. Arkitekturstilen blev tidens moderna empir. Familjen von Wahrendorffs Näsby hade karaktären av en elegant lantvilla och fungerade först och främst som samlingspunkt för sällskapslivet i det högre ståndet. Att låta utföra ett sådant nybygge i början på 1800-talet klarade bara den välbärgade borgerklassen.
Mot uppfartssidan (söder) domineras fasaden av en fem fönster bred frontonkrönt mittrisalit med blindbågar över övervåningens fönster. Mot parksidan (norr) är utförandet något enklare. Fasaderna är slätputsade och avfärgade i gul kulör, mittrisaliten på entrésidan har vitmålade rusticeringar. Sedan byggtiden har huvudbyggnaden inte genomgått några större förändringar men har kontinuerlig underhållits. Båda flygelbyggnader har samma färgsättning som huvudbyggnaden.

### Bilder, exteriör

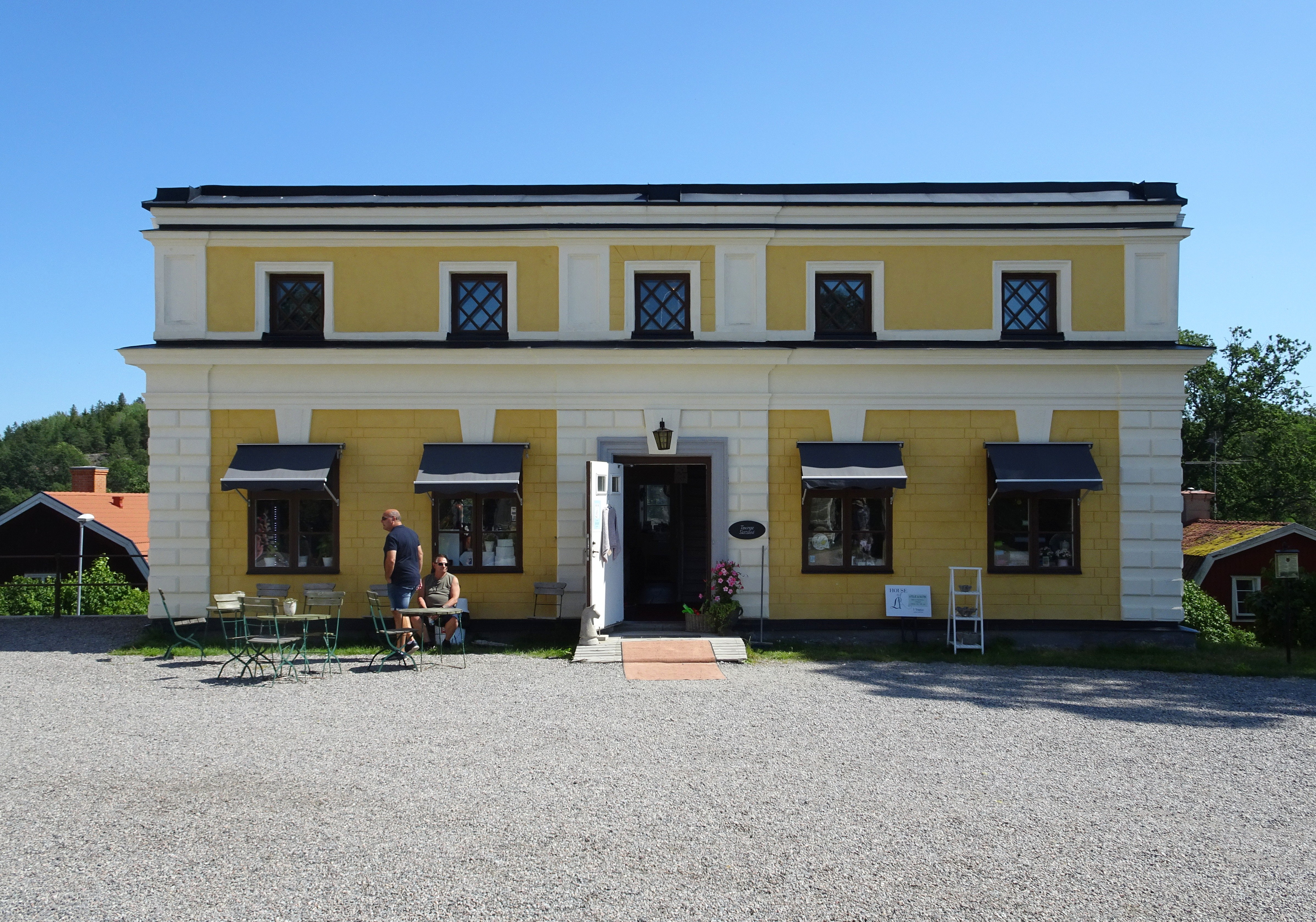
Östra flygeln
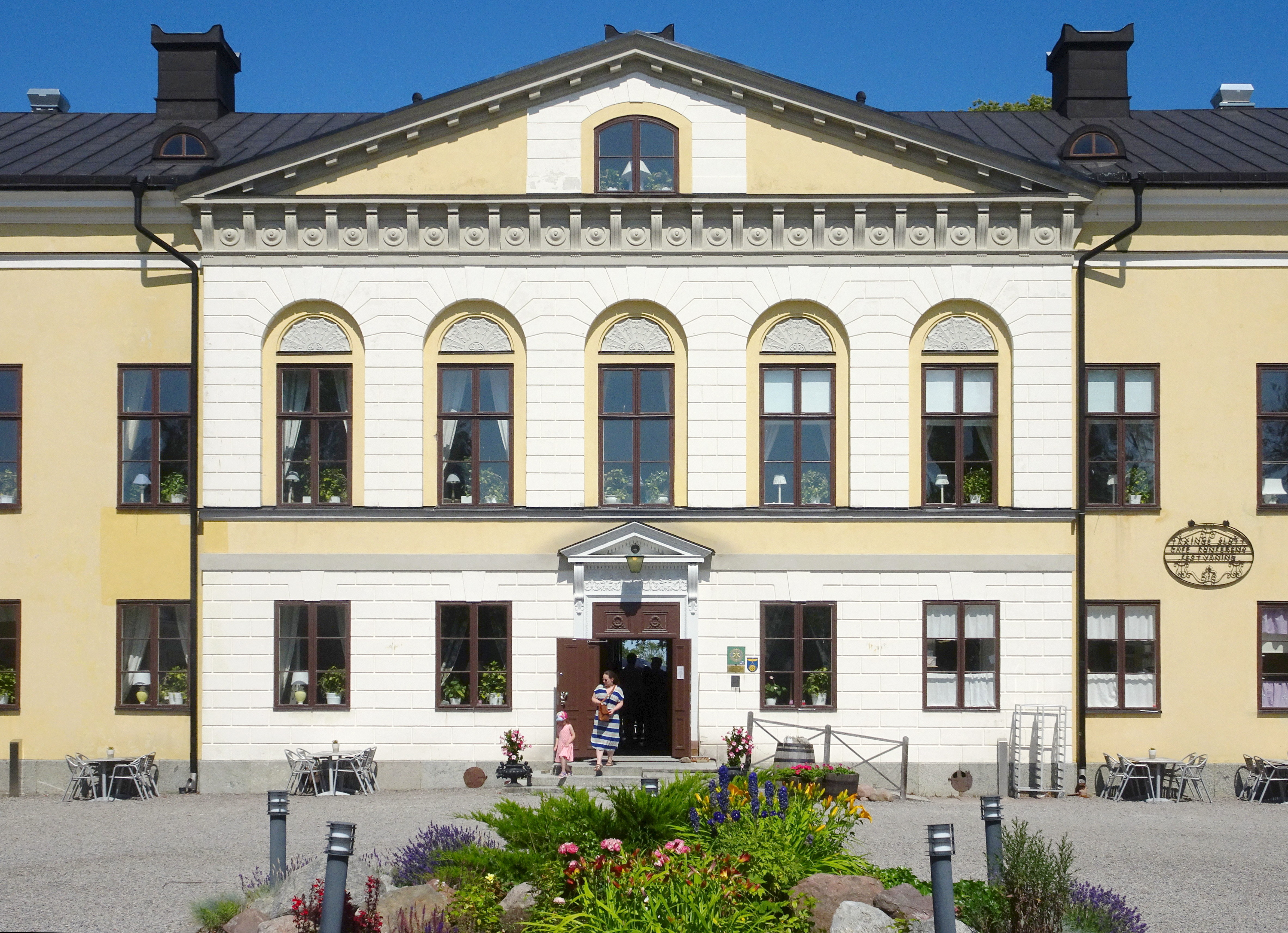
Huvudbyggnadens fronton
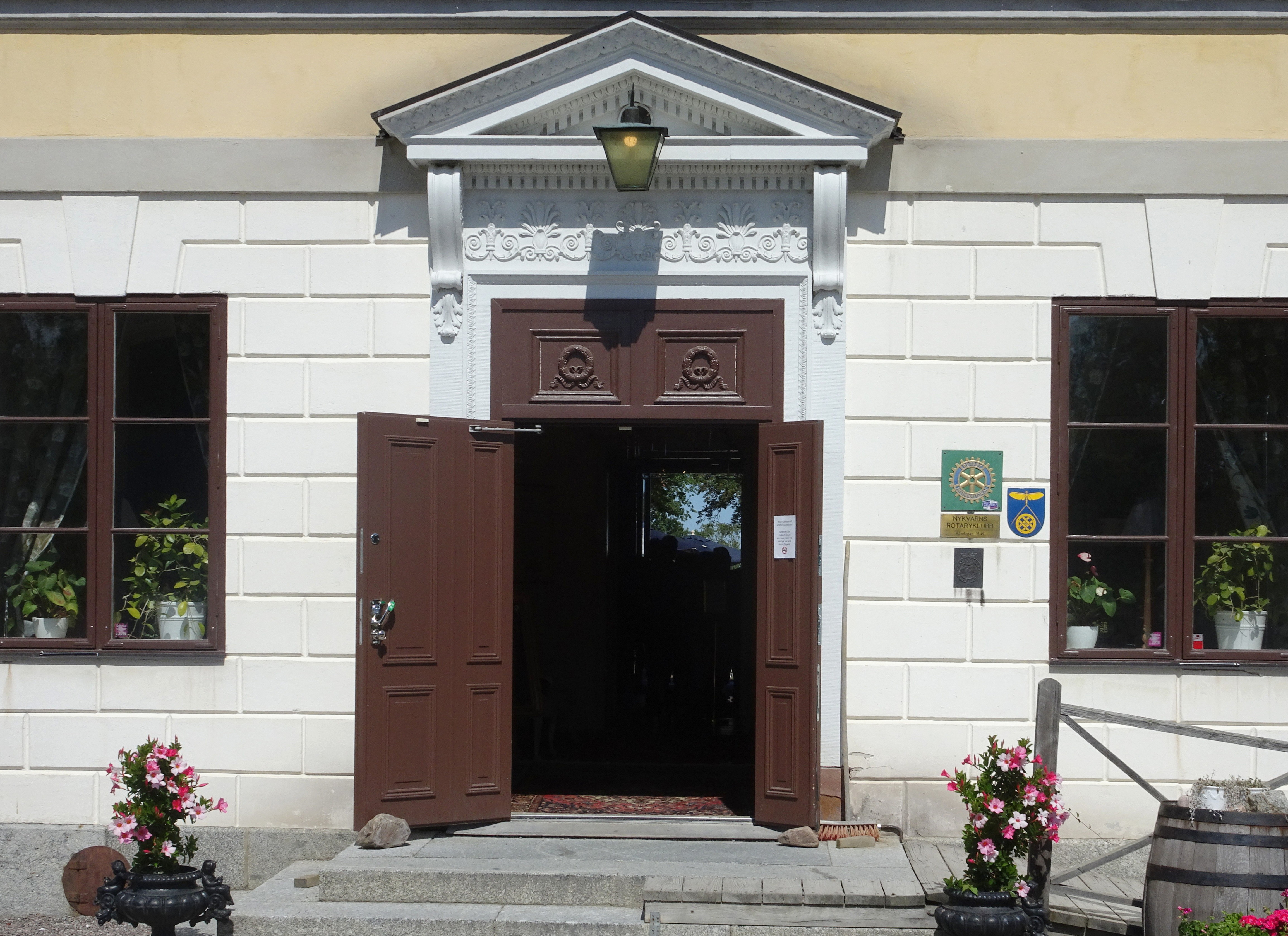
Huvudbyggnadens entré
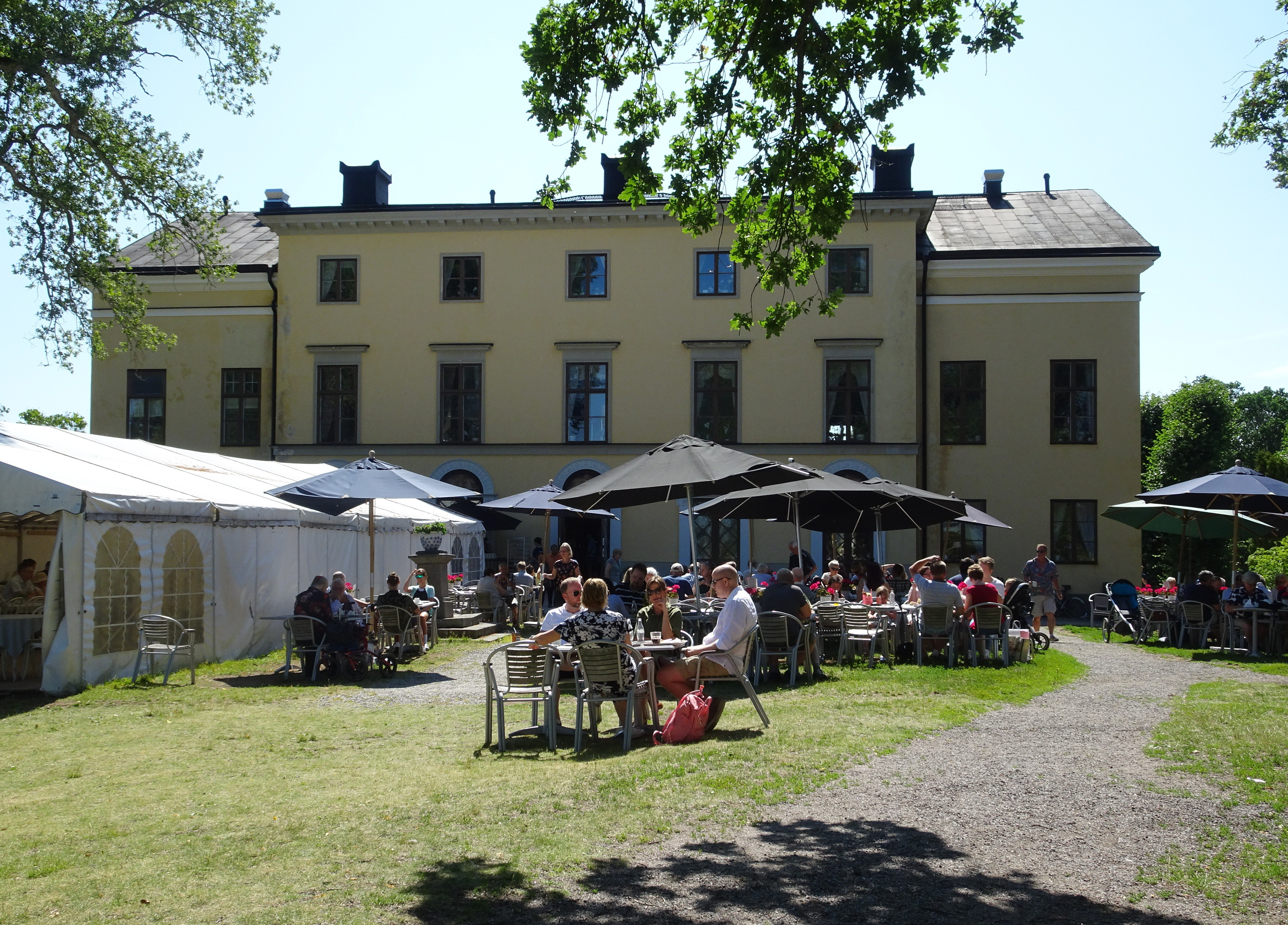
Huvudbyggnaden från norr
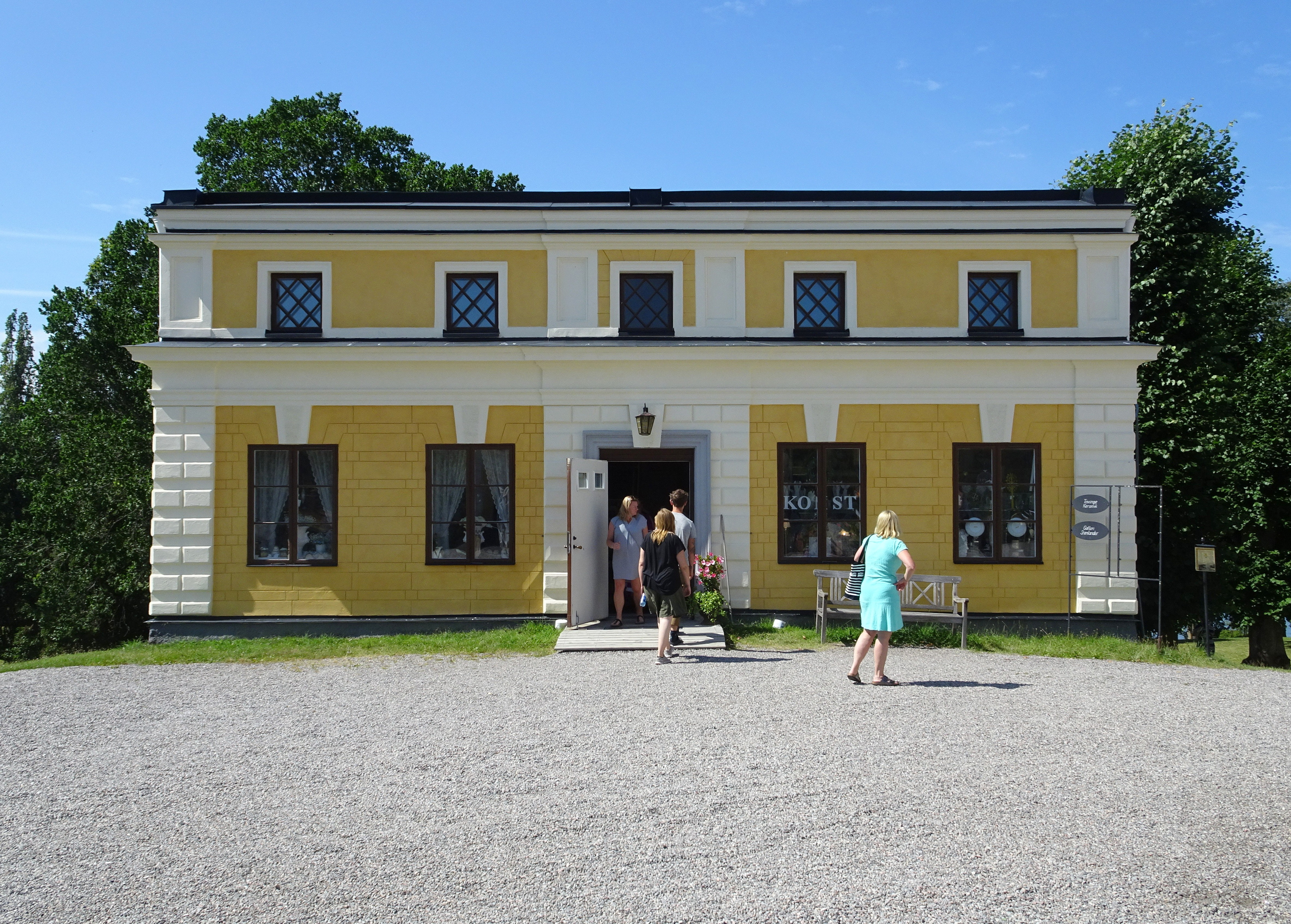
Västra flygeln

## Interiör
Byggnaden innehöll från början 12 rum. Från huvudentrén kommer man rakt in i greve Arvid Posse före detta bibliotek med stucktak och Posses namnchiffer. Väggarna är klädda med bokhyllor utom på bortre kortsidan där en öppen spis i svart marmor fångar blicken. Biblioteket är genomgångsrum till husets norrsida och engelska parken. Biblioteket och angränsade rum nyttjas idag av Slottscaféet som startades av två damer 1979. Verksamheten har växt med tiden. 
Slottscaféets omfattande kakbord är välkänt och gav upphov till smeknamnet Kakslottet. Kakbordet innehåller enligt ägarna aldrig under 65 olika sorter samt lär vara norra Europas största i sitt slag. Via en stentrappa når man till övervåningen där Stora salongen är ett ståtligt högt rum med intakt fast inredning ritad av Carl Christoffer Gjörwell. De många rummen på detta etage kan hyras och används för konferenser, fester, högtider och liknande. På vindsvåningen ligger en svit mindre sovrum vilka fungerade som gästrum.

### Bilder, interiör

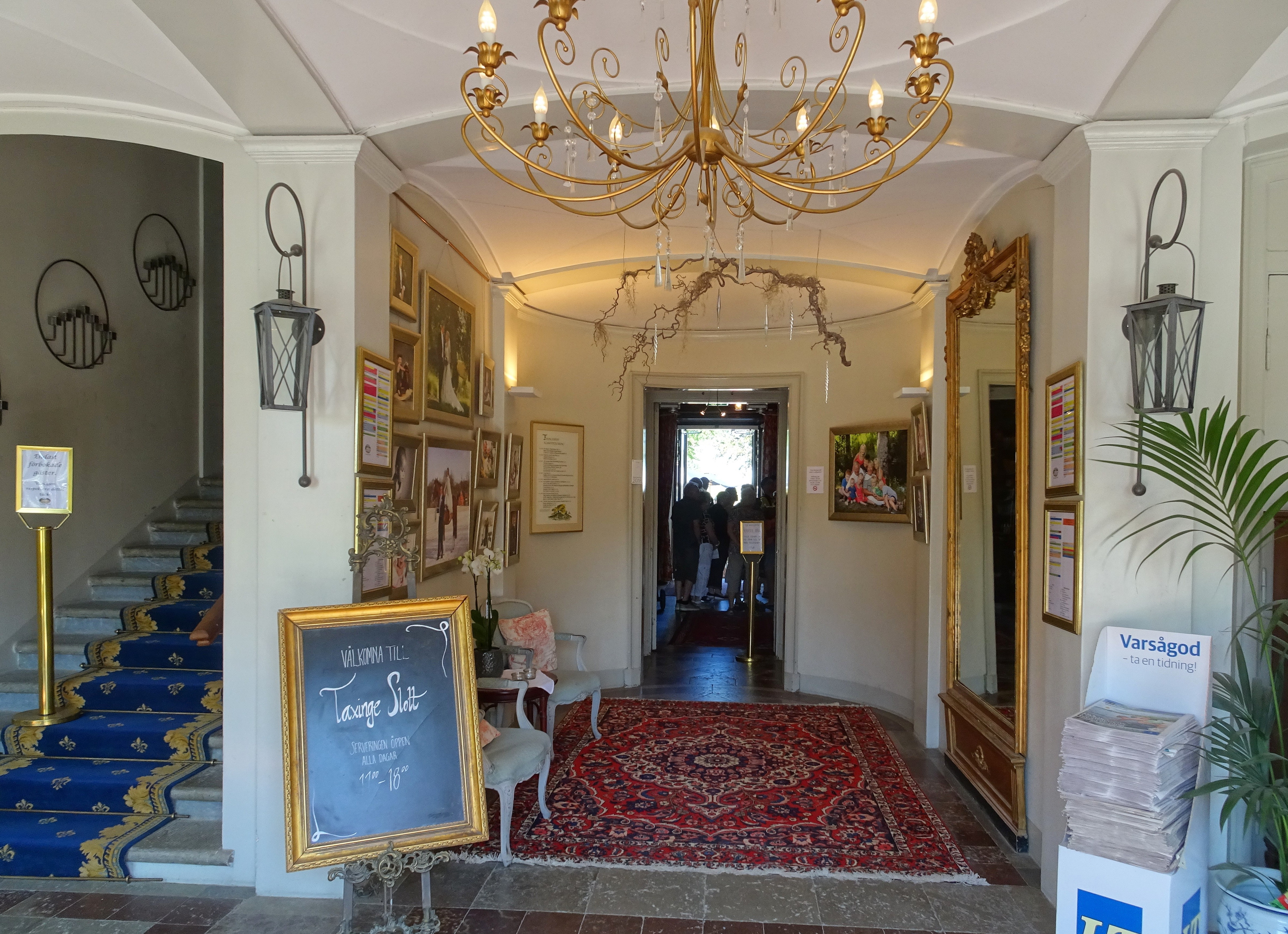
Entréhallen
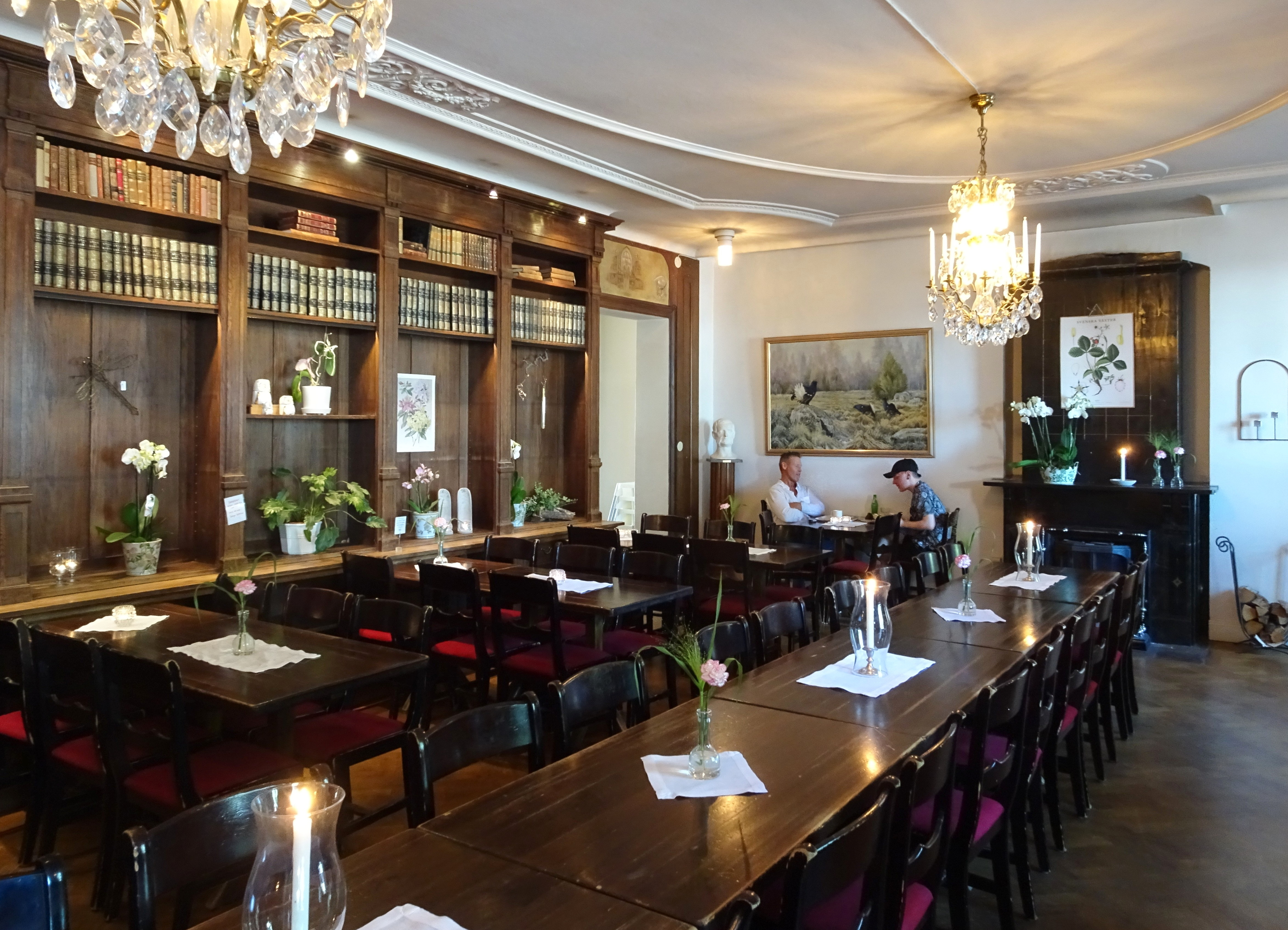
Posses före detta bibliotek
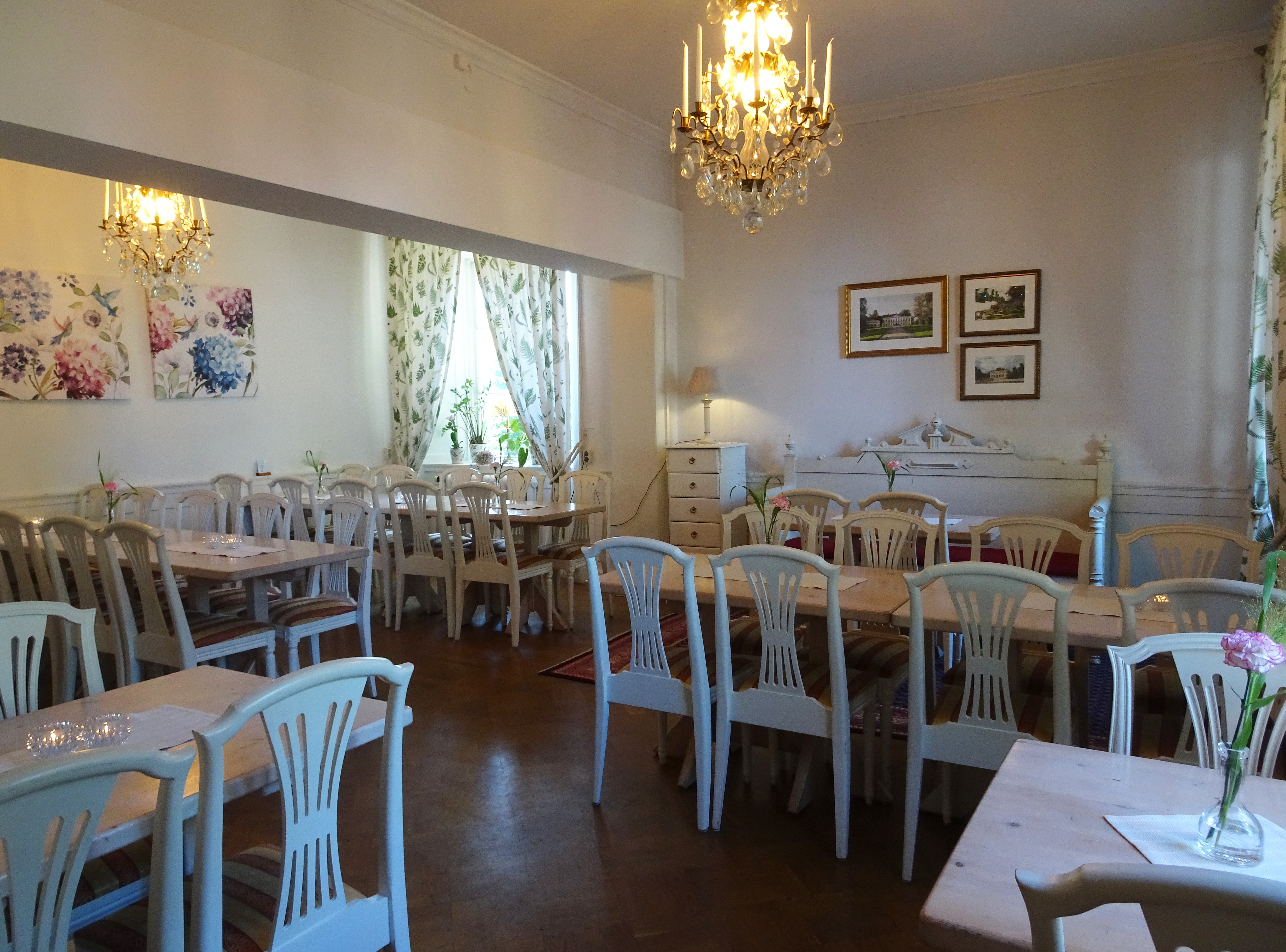
Lilla salongen på bottenvåningen
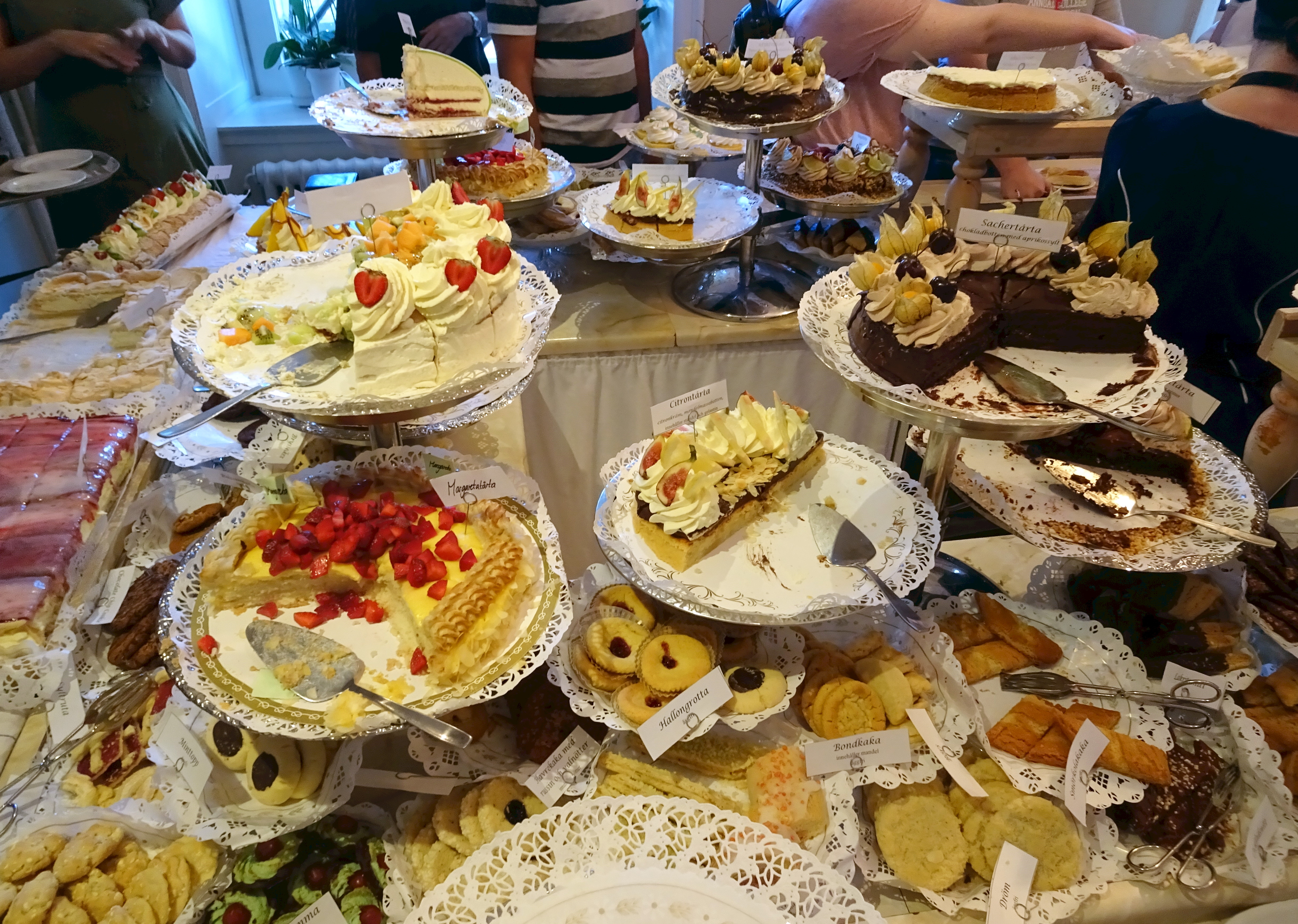
Slottscaféets kakbord
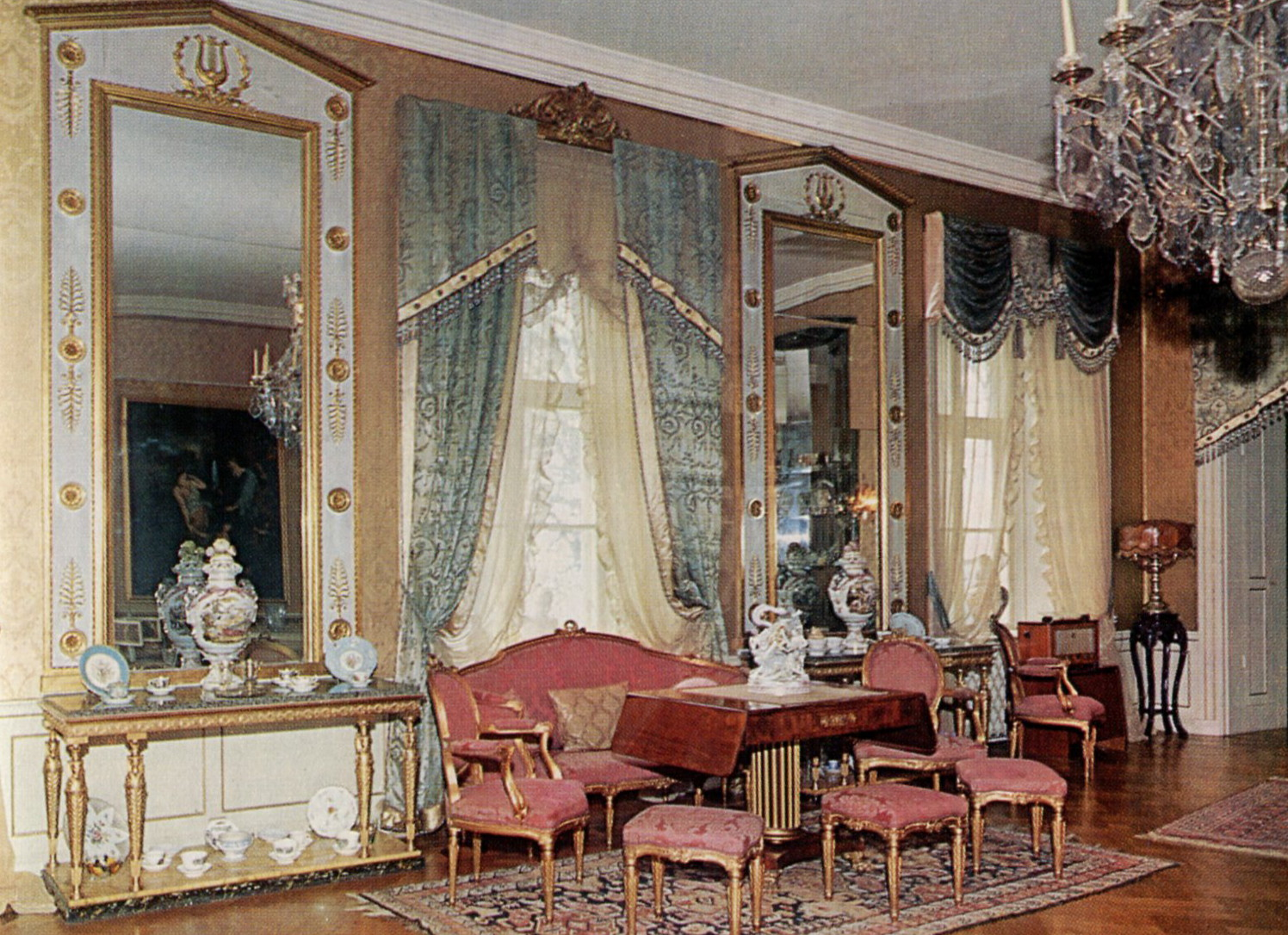
Stora salongen på övervåningen, 1967

## Parken
Slottet omges mot norr av en engelsk park. Den domineras av en svag kulle mot Mälaren och erbjuder en storslagen utsikt över Gripsholmsviken. Enligt tidens smak skulle en park innehålla ”överraskningar”. Här kan besökaren överraskas av exempelvis en grotta, fem kanoner (alla från Åkers styckebruk), ett duvslag, flera lusthus, en kinesisk pagod och en turkisk kiosk. Den senare står med högt läge längst ut på udden mot norr medan pagoden utgör den södra avslutningen av parken. Pagoden byggdes på 1850-talet under Martin von Wahrendorffs tid och vittnar om intresset för Kina vid denna tid. Den hade ursprungligen ett tredje etage som togs bort vid en renovering på 1930-talet. Pagoden ägs av Uppsala Akademiförening. 
Italienska trädgården ligger sydväst om slottet och är anlagd i en källare till ett av slottets ursprungliga orangerier. I dess mitt finns en fontän. Hit leder en trädplanterad allé som börjar mellan huvudbyggnaden och västra flygeln och fortsätter ner mot Mälaren där den slutar i en numera övergiven brygga. Mellan italienska trädgården och slottets huvuduppfart sträcker sig den franska barockträdgården med klippta buxbomhäckar. Till Taxinge-Näsbys parkanläggning hör även en planterad bokskog vilken anlades 
längst ner i parkens södra del.

### Bilder, parken

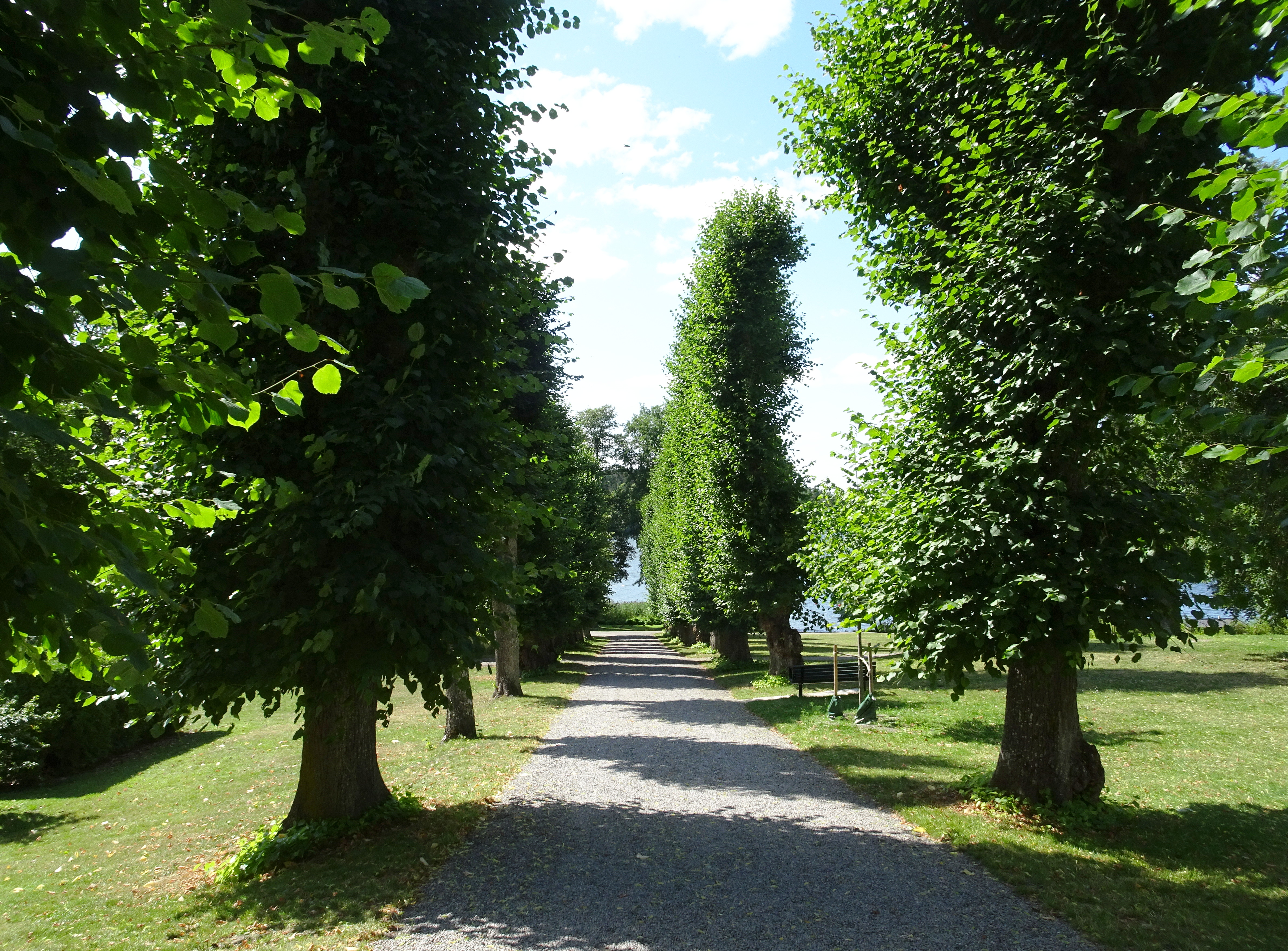
Allén mot Mälaren.
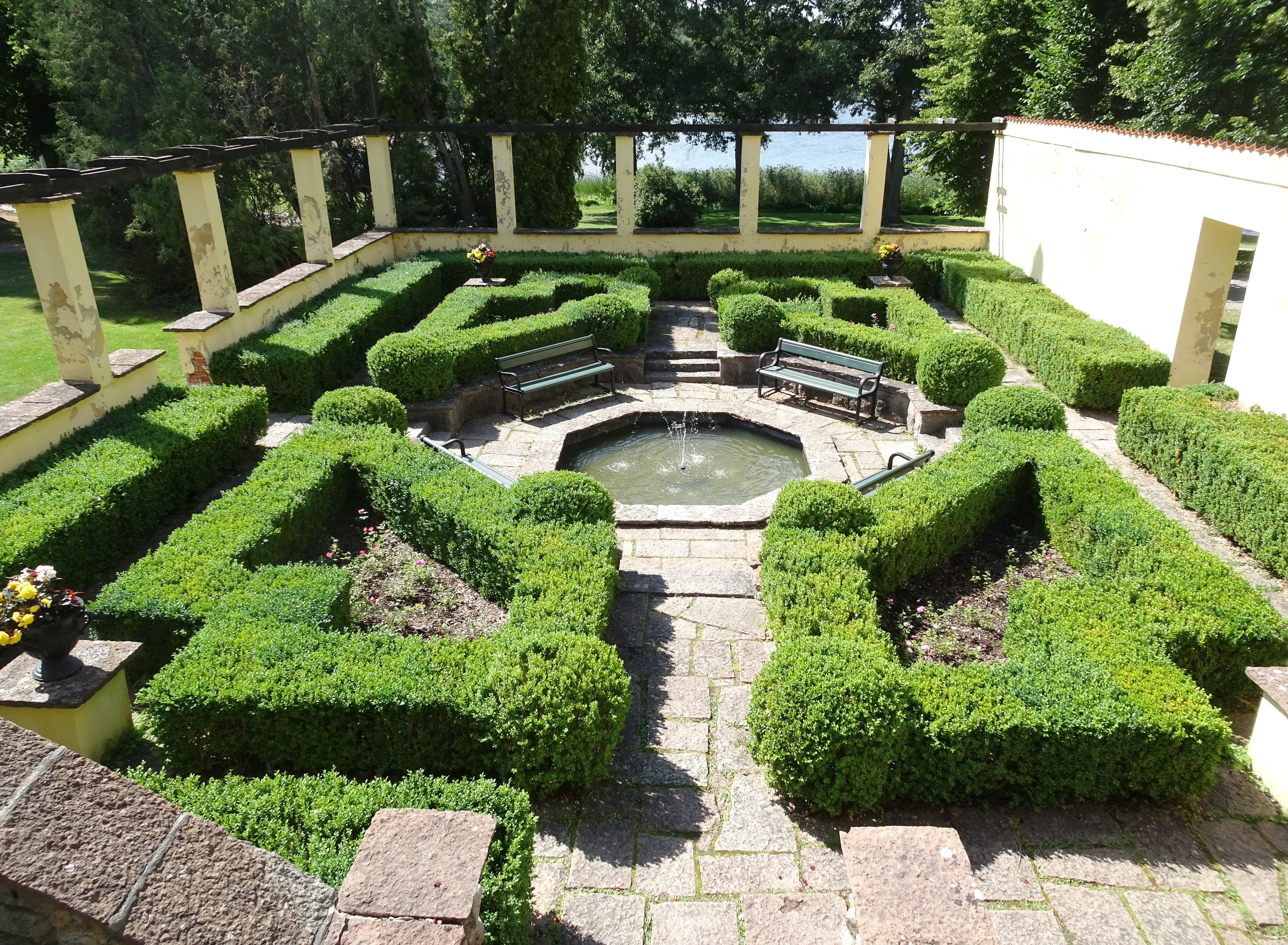
Italienska trädgården.
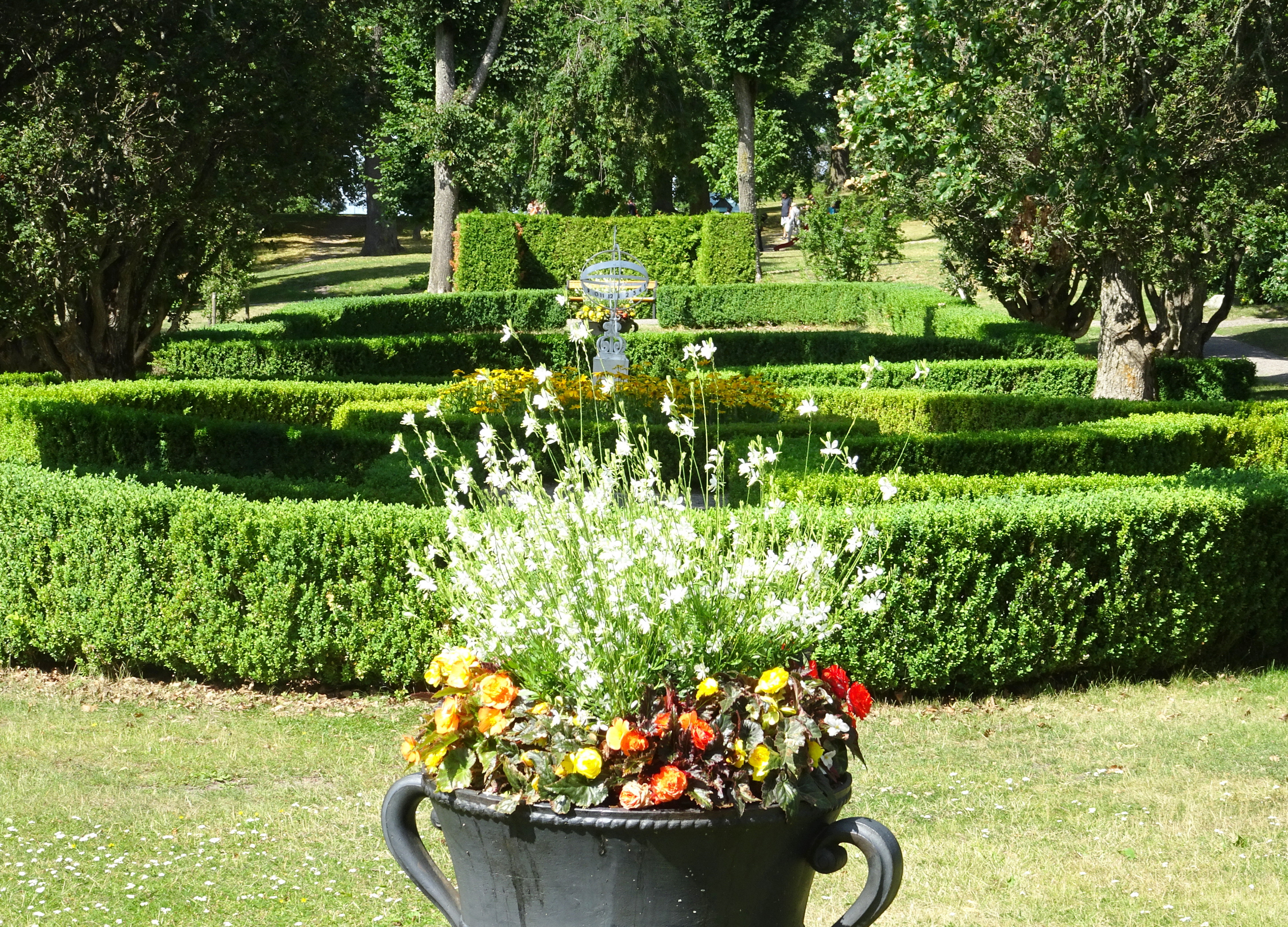
Franska barockträdgården.
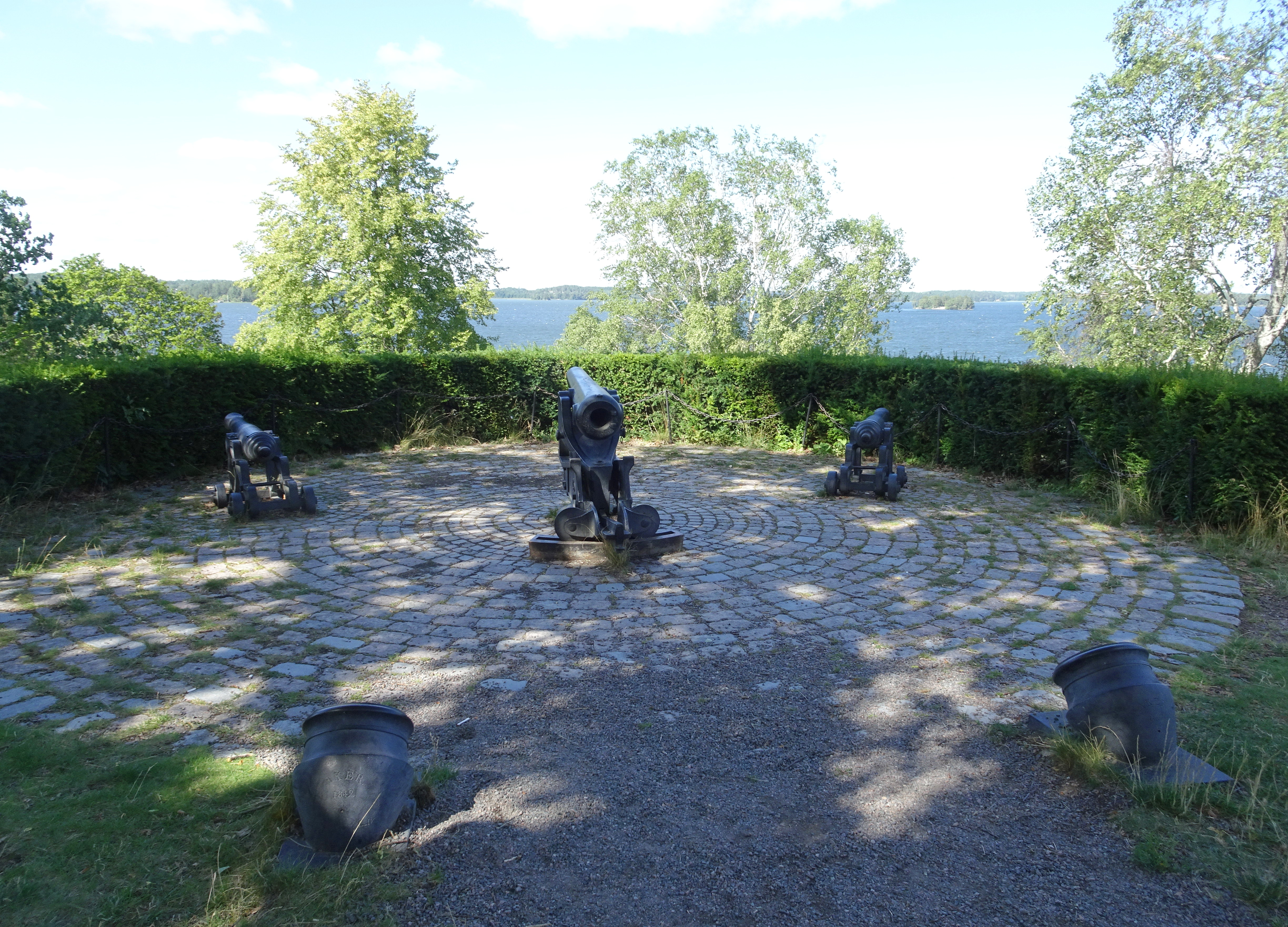
Kanoner.
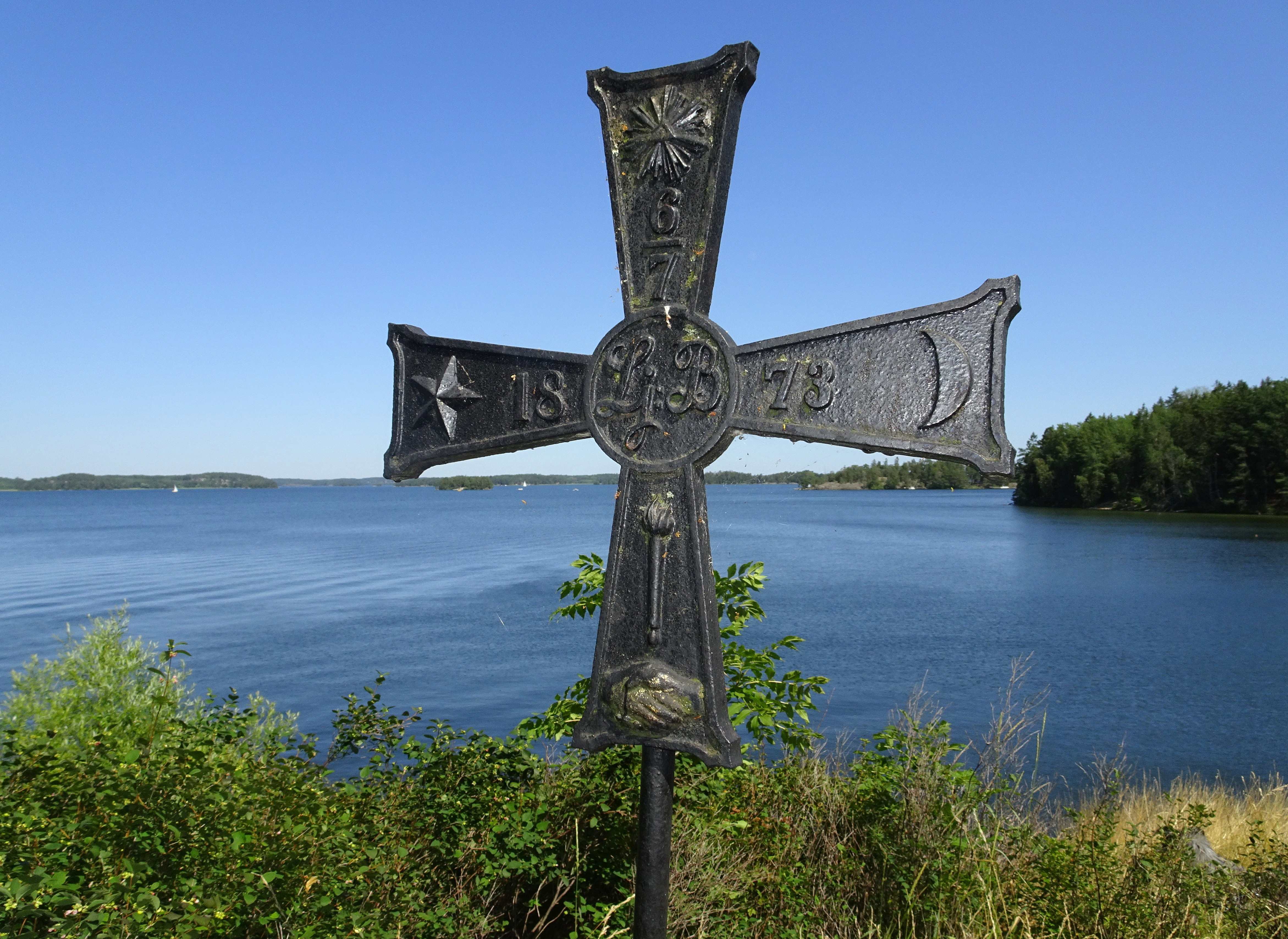
Ordensenblem med vy över Gripsholmsviken.

### Bilder, parkens "överraskningar"

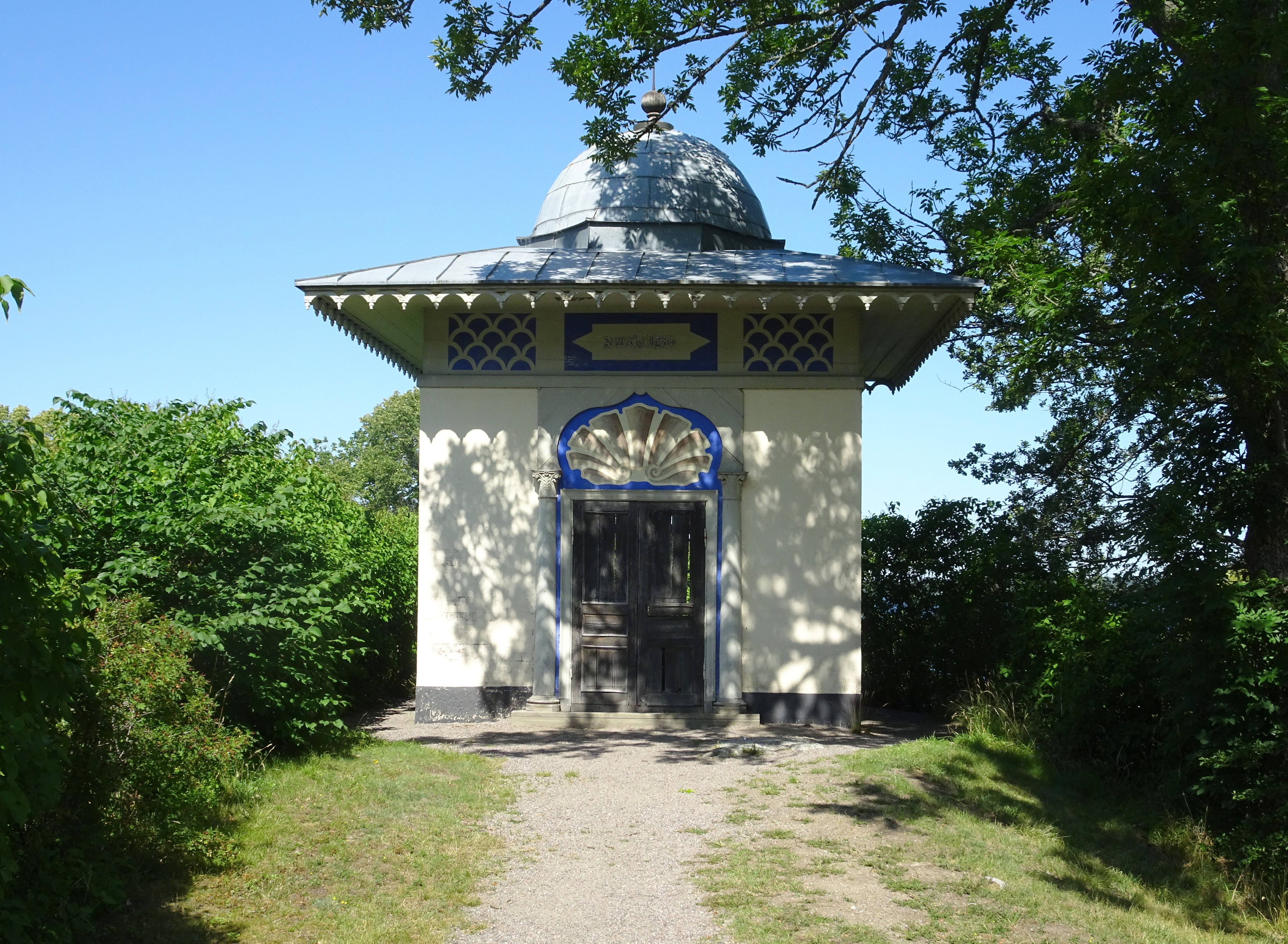
Turkiska kiosken, från 1857.
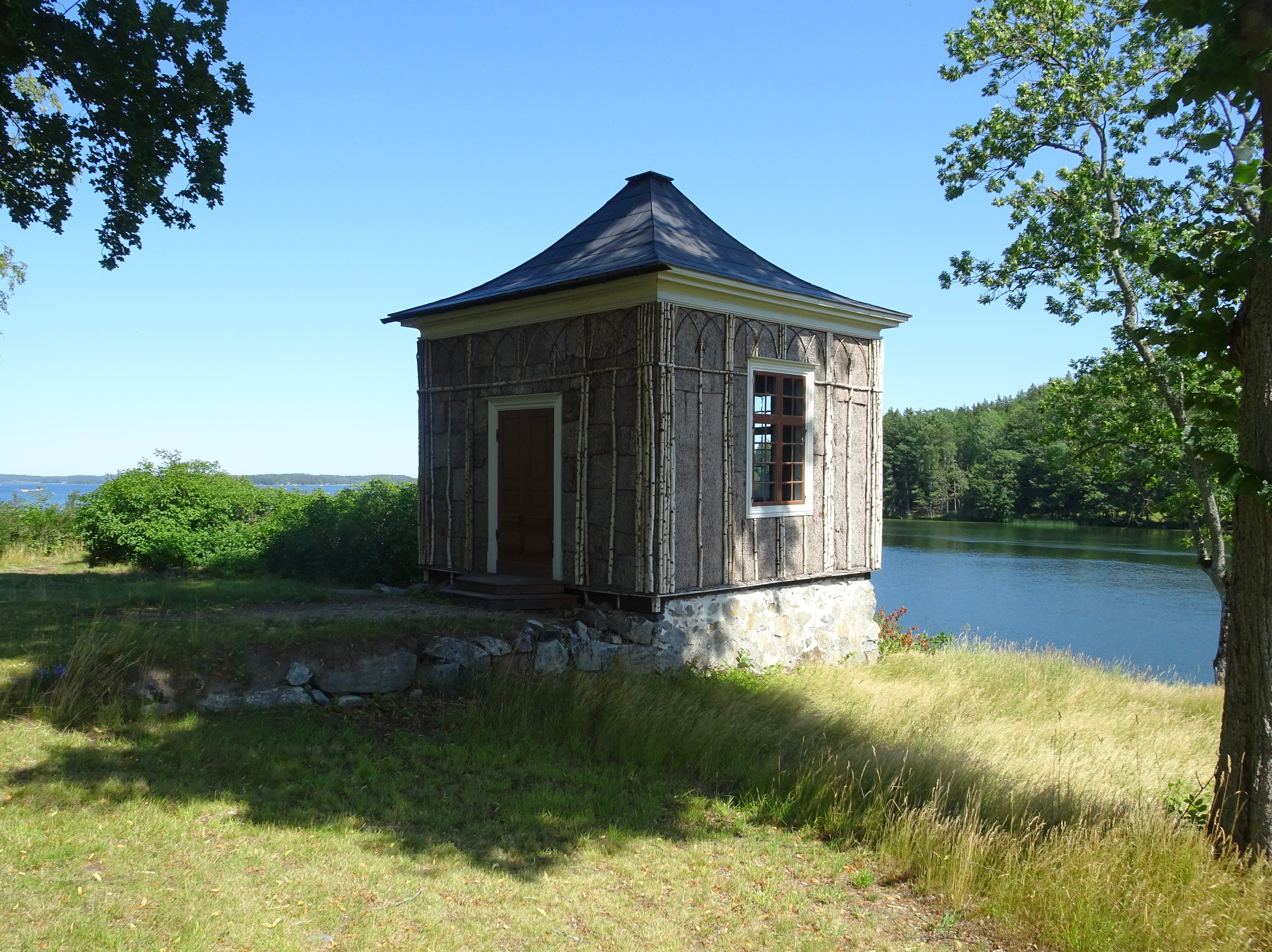
Ett av flera lusthus, här eremitaget, klädd med bark och björkkvistar.
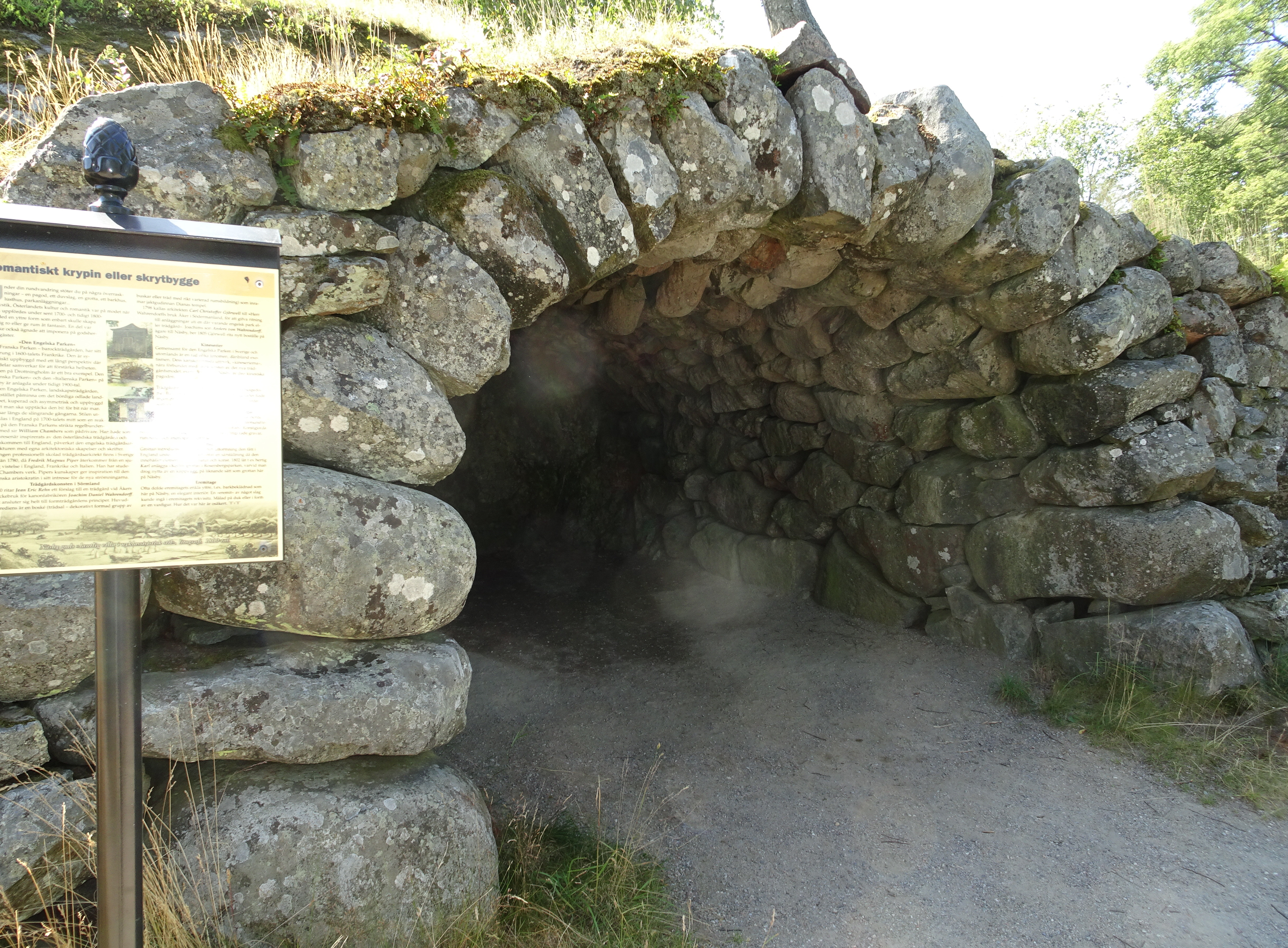
Grottan.
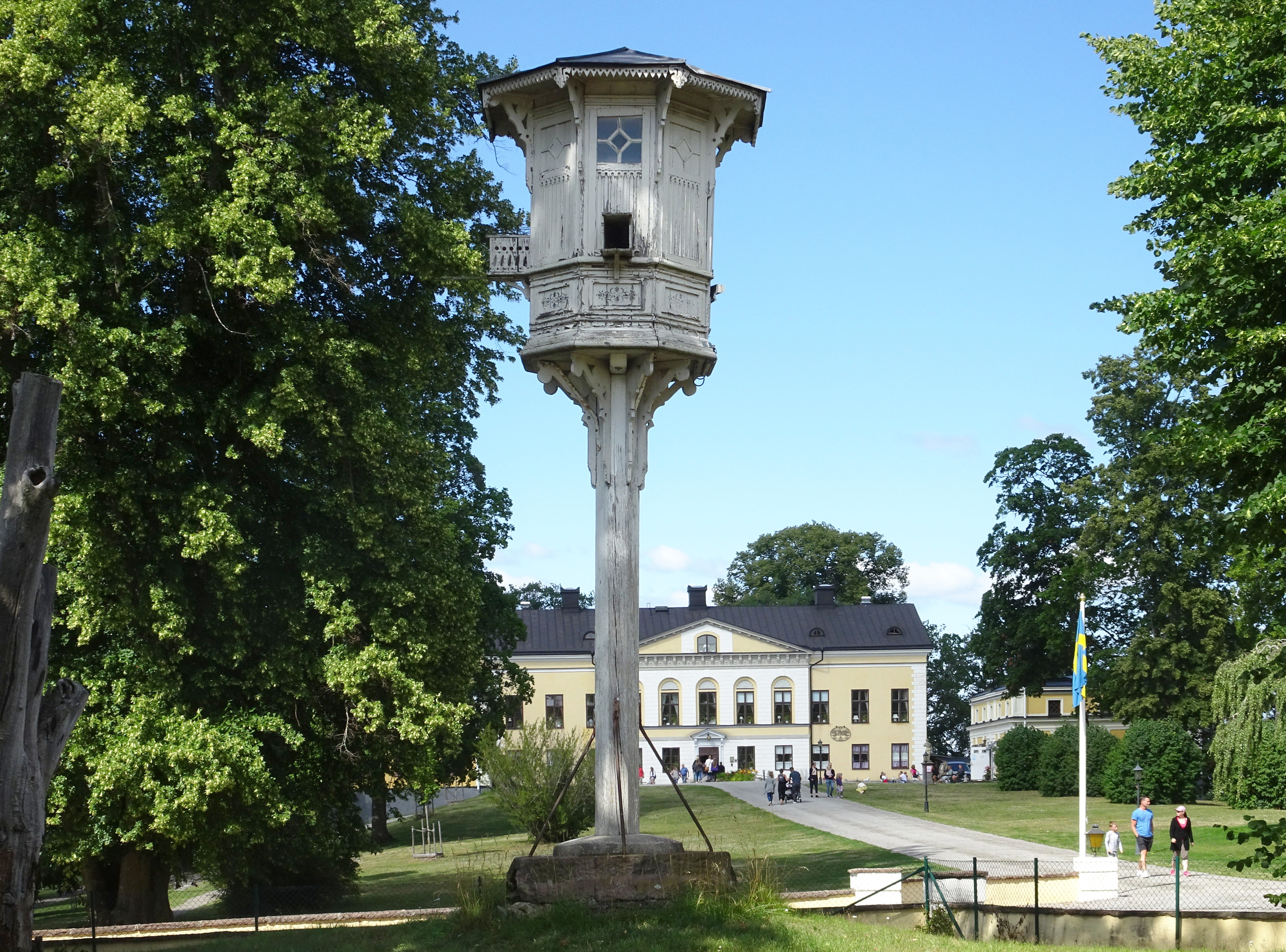
Duvslaget med huvudbyggnaden i bakgrunden.
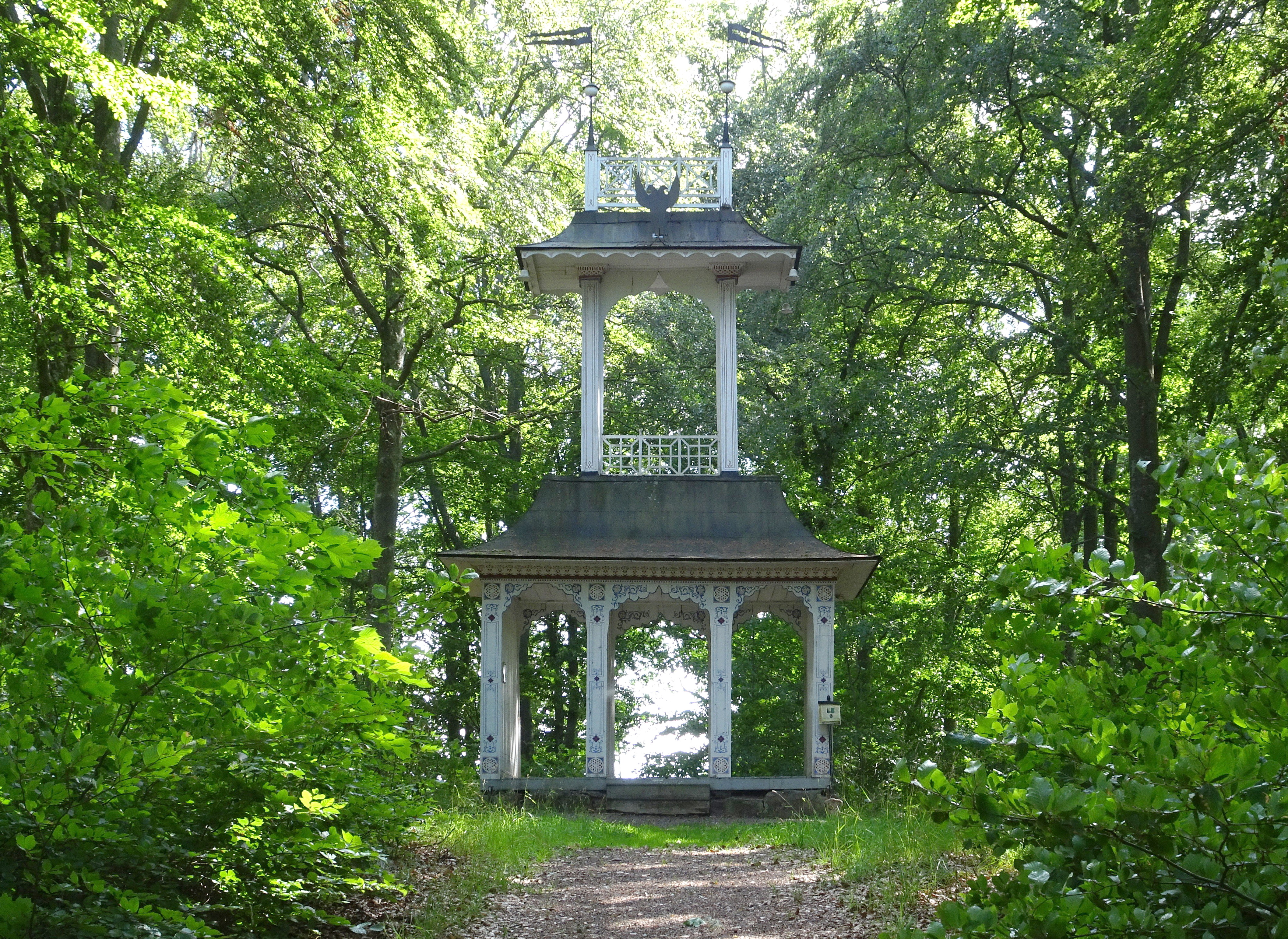
Kinesiska pagoden.

## Slottet i kulturen
Slottet och parken var inspelningsplats för Ingmar Bergmans film Viskningar och rop som hade premiär 1972. Känd är en scen där filmens huvudkaraktärer gestaltade av Harriet Andersson, Ingrid Thulin och Liv Ullmann promenerar genom parken iklädda långa, vita klänningar och med vita parasoller. Scenen blev även motivet för filmens affisch. Mellan 2012 och 2022 spelades TV-programmet Hela Sverige bakar in i slottsparken.

## Ur ägarlängden
- 1281 – Strängnäs domkyrka

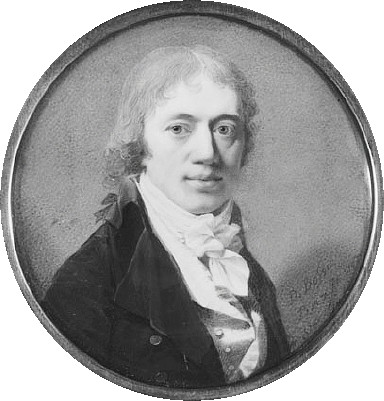
Anders von Wahrendorff, herrgårdens byggherre och ägare mellan 1795 och 1848.

- 1364 – Nils Turesson Bielke (m.fl.)
- 1402 – Drottning Margareta
- 1481 – Sten Sture d.ä.
- 1520 – Gustav Vasa (kronan)
- 1660 – Hedvig Eleonora (livgeding)
- 1685 – Johan von Westphal
- 1710 – Brita Magdalena Fleetwood
- 1755 – Gustaf Adolf Fleetwood
- 1755 – Fredrik Ulrik Isenstjerna
- 1760 – Johan Didrik Duwall
- 1795 – Anders von Wahrendorff
- 1848 – Martin von Wahrendorff
- 1861 – Ludvig Berg och Salomon von Stockenström
- 1894 – Ebba Augusta Hägenflycht och Axel von Stockenström
- 1911 – Knut Arvid Posse
- 1924 – Svenska Handelsbanken
- 1929 – Erik Sjögren
- 1969 – Södertälje kommun
- 1999 – Nykvarns kommun